# ポール・キング
ポール・キング （Paul King、1978年 - ）は、イギリスの脚本家・監督。 主にテレビ・映画・劇場のコメディ作品を専門とする。ファミリー映画『パディントン』（2014年）で、BAFTA映画賞に2部門ノミネート。続編の『パディントン2』（2017）を監督、脚本を共同執筆した。 

## 経歴
1999年、ケンブリッジ大学セント・キャサリンズ・カレッジ（St Catharine's College, Cambridge University）を第一級優等学位で卒業。 ケンブリッジ在学中にリチャード・アイオアディ、マシュー・ホルネス、アリス・ロウと出会い、エジンバラ映画祭の『Garth Marenghi's FrightKnight』（2000年ペリエ賞ノミネート）、『ネザーヘッド』（2001年ペリエ賞受賞）で監督を務めた。その後テレビに移りチャンネル4のミニシリーズ『Garth Marenghi's Darkplace』のアソシエイト・ディレクターを務め、出演した。2002年には、ノエル・フィールディングのエディンバラ・フェスティバルのショー『Voodoo Hedgehog』の監督を務め、ペリエ賞にもノミネートされた。 
ポール・キングは、BBCの『The Mighty Boosh 』の監督も務めている。パイロットシリーズの監督であるスティーブ・ベンデラックが第1シリーズの監督を務めることができなくなったため、監督として招かれた。また、マット・ルーカスとデビッド・ウォリアムズの2011年の空港モキュメンタリー『Come Fly With Me』を監督した。 
2009年、脚本と監督を務めた『バニーと牡牛』が公開された。主演はサイモン・ファーナビーとエドワード・ホッグで、ノエル・フィールディング、リチャード・アヨエイド、ジュリアン・バラットが出演している。 
2014年、くまのパディントンの映画化『パディントン』で、ハミッシュ・マッコールとの共同脚本・監督を務めた。この作品は批評的・商業的に成功を収め、BAFTA賞最優秀脚色脚本賞とBAFTA賞最優秀英国映画賞にノミネートされた（この作品のプロデューサーであるデヴィッド・ハイマンと共同）。 
2017年、『パディントン2』の監督と脚本を務めた。  

## 製作作品

### 映画
| 年   | 題名                                               | 役割             | 備考  |
| ---- | -------------------------------------------------- | ---------------- | ----- |
| 2009 | Bunny and the Bull                                 | 監督・脚本       |       |
| 2014 | パディントン Paddington                            | 監督・脚本       |       |
| 2017 | パディントン2 Paddington 2                         | 監督・脚本       | [ 6 ] |
| 2020 | スペース・フォース Space Force                     | 監督             |       |
| 2023 | ウォンカとチョコレート工場のはじまり Wonka         | 監督・原案・脚本 |       |
| 2024 | パディントン 消えた黄金郷の秘密 Paddington in Peru | 原案             |       |
| TBA  | Meet the Beatles                                   | 監督             |       |
| TBA  | Untitled Fred Astaire Biopic                       | 監督             |       |
| TBA  | Live-Action's Prince Charming                      | 監督・脚本       |       |

### テレビ
| 年        | 題名                                   | 役割       | 備考         |
| --------- | -------------------------------------- | ---------- | ------------ |
| 2004      | Garth Marenghi's Darkplace             | 共同製作   | 計6話        |
| 2004-2007 | The Mighty Boosh                       | 監督       | 計20話       |
| 2007      | Dogface                                | 監督・脚本 | 計5話        |
| 2009      | Mighty Boosh Live：Future Sailors Tour | 製作       | ライブショー |
| 2010-2011 | Come Fly with Me                       | 監督       | 計6話        |
| 2011      | Little Crackers                        | 監督       | 計2話        |